# Arilena Ara
Arilena Ara (Shkodër, 17 juli 1998) is een Albanese zangeres.

## Biografie
Ara raakte bekend in eigen land door in 2012 deel te nemen aan het tweede seizoen van de Albanese versie van X Factor. Ze wist deze talentenjacht uiteindelijk te winnen. Eind 2019 nam ze deel aan Festivali i Këngës, de Albanese preselectie voor het Eurovisiesongfestival. Met het nummer Shaj won ze, waardoor ze haar vaderland zou mogen vertegenwoordigen op het Eurovisiesongfestival 2020. Het festival werd evenwel afgelast.